# 21804 Václavneumann
21804 Václavneumann è un asteroide della fascia principale. Scoperto nel 1999, presenta un'orbita caratterizzata da un semiasse maggiore pari a 3,9338806 UA e da un'eccentricità di 0,2678163, inclinata di 3,83668° rispetto all'eclittica.
L'asteroide è dedicato al direttore d'orchestra ceco Václav Neumann.